# روبرتو هرنانديز (لاعب كرة قدم)
روبرتو هرنانديز (بالإسبانية: Roberto Hernández)‏ هو مدرب كرة قدم ولاعب كرة قدم تشيلي، ولد في 8 أبريل 1964 في سانتياغو في تشيلي.